# Molybden(V) chloride
Molybden(V) chloride là một hợp chất vô cơ có thành phần gồm hai nguyên tố là molybden và chlor, với công thức hóa học MoCl5. Hợp chất thường tồn tại dưới trạng thái dimer [MoCl5]2. Chất rắn bay hơi này được sử dụng trong nghiên cứu để tạo thành các hợp chất molybden, nó nhạy với độ ẩm và hòa tan trong dung môi chlor. Cái tên khác mà hợp chất này thường được gọi là molybden pentachloride.

## Điều chế và tính chất
MoCl5 có thể được điều chế bằng cách chlor hóa kim loại Mo hoặc molybden(VI) oxide MoO3. Hexachloride không ổn định MoCl6 không được sản xuất theo cách này.
MoCl5 là một chất oxy hóa mạnh. Nó bị khử bởi MeCN để tạo phức hợp da cam, MoCl4(MeCN)2, với THF để tạo ra MoCl4(THF)2, tiền thân của các phức hợp chứa molybden. MoCl5 bị khử bởi HBr để tạo MoBr4. Phản ứng brom hóa được tiến hành trong ethyl bromide ở nhiệt độ -50 ℃, tạo thành hợp chất MoBr5 như một chất trung gian. Khi nóng lên đến 20 ℃, Br2 được tạo ra và trạng thái oxy hóa của molybden thay đổi từ +5 đến +4. Sự chuyển đổi được thể hiện qua phương trình:
2MoCl5 + 10HBr → 2MoBr4 + 10HCl + Br2
MoCl5 là một acid Lewis tốt đối với các phối tử không có khả năng oxy hóa. Nó tạo thành một sán phẩm cộng với ion chloride để hình thành [MoCl6]−. Trong tổng hợp hữu cơ, hợp chất này thường được sử dụng trong quá trình chlor hóa, quá trình khử oxy, và phản ứng oxy hóa.

## Cân nhắc an toàn
MoCl5 là một chất oxy hóa mạnh, dễ bị phân hủy bởi nước giải phóng HCl.

## Hợp chất khác
MoCl5 có thể tạo phức với NH3, tạo ra MoCl5·9NH3 là chất rắn vô định hình màu đen. Phức hợp này ổn định trong không khí, nhưng dễ bị chuyển thành amoni molybdat. Thủy phân phức hợp sẽ tạo ra amoni molybdat, amoni chloride và molybden(IV) hydroxide.